# Gaussberg
Gaussberg (o Mont Gauss) és un conus d'un volcà extint que fa 370 metres d'alt i està enfront del Mar Davis just a l'oest de la glacera Posadowsky a la Terra del Kaiser Guillem II a l'Antàrtida.
Va ser descobert el febrer de 1902 per l'expedició antartica alemanya comandada per Erich von Drygalski, en el seu vaixell Gauss i en honor de Carl Friedrich Gauss.